# 孙中山槟城基地纪念馆
孙中山槟城基地纪念馆 ，位于马来西亚槟城打铜仔街120号，为一家以纪念孙中山革命事迹的历史博物馆。该馆大楼建于1880年前后，曾是海峡殖民地商贾民居，也是槟城阅书报社的旧址。2001年2月4日，時任马来西亚首相马哈迪·莫哈末为该馆主持开幕典礼。

## 簡介
1906年，孙中山首次踏入槟城，当时居住于小兰亭俱乐部（即现槟城孙中山纪念馆）。孙中山到访槟榔屿的原先目的是与一位富商见面，但遭该富商推辞。随后他与吴世荣、黄金庆等对中国事物感兴趣的人士会晤。1907年，孙中山再次来到槟榔屿，并与胡汉民、黄兴、汪精卫假平章公馆发表革命演说，却备受维新派人士的辱骂。1908年，孙中山创办了槟城阅书报社，致力于团结华侨以支持革新。
1909年1月31号，阅书报社在槟城柑仔园94号开幕，以推广与举办一系列革命和文化活动。5月，阅书报社搬迁至打铜仔街120号。当时吴世荣是该社的主席，而黄金庆为副主席。1993年，槟城古迹信托副主席邱思妮以25万令吉购得该馆大楼，经过整修后对外展览有关孙中山的历史沿革，并于2001年改为孙中山槟城基地纪念馆。2010至2011年间，该馆经历一次立面及屋顶的翻修工程，由来自闽南泉州的师傅彩绘及运用嵌瓷艺术，重新融入原已被破坏的立面。

## 屋主历史
1. 谢裕生，1875年至1900年
2. 林文耀，1900年至1913年
3. 潘玉端、潘玉心和潘玉淑，1913年至1926年，潘玉端女士将该屋的厨房改建，并且对房子进行翻修。
4. 庄长水，商人，1926年至1993年
5. 邱思妮，庄长水外孙女，1993年至今

## 相关资料
开放时间：09:00 至 17:00（周二至周六）；13:00 至 17:00（周日）；周一休息

入场费：10令吉（成人）；5令吉（学生）

### 文内脚注
1. ↑  .   [2020-12-08]. （原始内容存档于2019-07-11） （中文（繁體））.
2. 1 2  . 孙中山槟城基地纪念馆.   [2018-01-30]. （原始内容存档于2020-10-31）.
3. ↑  . 中山日报. 2011-03-26  [2018-01-27]. （原始内容存档于2018-01-28）.